# سياه كمر
سياه‌ كمر هي قرية في مقاطعة ميانة، إيران. عدد سكان هذه القرية هو 150 في سنة 2006.